# 航空機ハイジャック事件の一覧
航空機ハイジャック事件の一覧（こうくうきハイジャックじけんのいちらん）では、民間航空機に対して行われたハイジャックやハイジャックを原因とする破壊行為や墜落事件について記述する。
なお、日本航空のハイジャック事件は「日本航空ハイジャック事件」、全日本空輸のハイジャック事件は「全日本空輸ハイジャック事件」も参照のこと。

## 凡例
1. 発生日
2. 航空会社と便名もしくは機体記号または機体名
3. 製造元と機種
4. 犠牲者数
5. 事件の状況
6. 個別の記事がある場合には詳細として内部リンク

## 1959年以前
- 1931年2月21日
  - 便名： パンアメリカン・グレース・エアウェイズ (en) [1]
  - 機種： フォード トライモータ[1]
  - 死者： なし
  - 状況： ペルーでアメリカ合衆国籍（パンアメリカン航空）の郵便飛行機が、同国の反政府グループが宣伝ビラをまくためにハイジャックされた。世界初の航空機ハイジャックとされる[2][3]。
- 1948年7月17日[4]
  - 便名： キャセイパシフィック航空 ミス・マカオ号（機体記号：VR-HDT）[4]
  - 機種： コンソリデーテッド PBY-5A カタリナ[4]
  - 死者： 乗員乗客26人中25人が死亡[4]
  - 状況： マカオから香港に向かう旅客機が4人組にハイジャックされた。犯行グループが操縦士を射殺したため旅客機は墜落し、犯人のうちの1人を除き搭乗者全員が死亡した。ハイジャックにより旅客機が墜落した最初の事件となり、アジアで発生した最初の航空機ハイジャック事件ともなった[5][6]。
  - 詳細： 「キャセイ・パシフィック航空機ハイジャック事件」を参照。
- 1950年3月23日
  - 便名： チェコスロバキア国営航空
  - 機種： ダグラス DC-3
  - 死者： なし
  - 状況： ハイジャックされ西ドイツに着陸。犯行グループ4人による亡命であったが、乗客2人も便乗して亡命した。同年には同じ航空会社の他の2機も亡命目的でハイジャックされている。
- 1958年2月16日
  - 便名： 大韓国民航空 滄浪（チャンナン）号（機体記号：HL106）
  - 機種： ダグラス DC-3[7]
  - 死者： なし
  - 状況： 北朝鮮工作員によるハイジャック事件。
  - 詳細： 「滄浪号ハイジャック事件」を参照。

## 1960年代
- 1961年5月1日
  - 便名： ナショナル航空 337便[8]
  - 機種： コンベア CV-440[8]
  - 死者： なし
  - 状況： ナショナル航空の国内線がハイジャックされ、キューバに向かうように要求。アメリカで初めて成功したハイジャック事件である。犯人は14年後に逮捕されたが、法の不遡及の原則により当時は未制定だったハイジャック罪ではなく誘拐罪などにより懲役20年が言い渡された。
- 1968年7月1日
  - 便名： ノースウエスト・オリエント航空 714便[9]
  - 機種： ボーイング 727-051[9]
  - 死者： なし
  - 状況： ノースウエスト・オリエント航空の国内線がハイジャックされキューバへ向かった。着陸した空港が狭かったという事情で乗客はDC-7で帰国し、ハイジャック機は回送便として帰還した。
- 1968年7月23日
  - 便名： エル・アル航空 426便
  - 機種： ボーイング 707-458[10]
  - 死者： なし
  - 状況： ロンドン発ローマ経由テルアビブ行きのエル・アル航空機が、ローマを離陸した直後にPFLPのテロリストにハイジャックされ、アルジェに向かった。
  - 詳細： 「エル・アル航空426便ハイジャック事件」を参照。
- 1969年3月11日
  - 便名： SAMコロンビア航空 便名不明
  - 機種： DC-4
  - 死者： 1人
  - 状況： メデジン発カルタヘナ行きのコロンビア国内線の双発旅客機がダイナマイトを所持した17歳の少年に乗っ取られた。犯人はキューバ行きを要求。燃料補給のためカルタヘナに着陸後、乗客が犯人に体当たりして乱闘になり、犯人、乗客、整備士の3人が機外に転落した。待機していた警察官が3人をハイジャック犯と誤認し発砲。整備士が死亡、犯人は重体。ハイジャック事件初の死者を出した[11]。
- 1969年6月3日 　
  - 便名： アエロフロート航空 3794便
  - 機種： Il-14
  - 死者： 犯人1人
  - 状況： 機関銃とライフル、ナイフを持った男2人と女1人がレニングラードからタリンに向かっていたアエロフロート機を乗っ取り、フィンランド行きを要求した。コックピットで犯人が発砲したが着陸に成功し、犯人1人が射殺された。男1人と女1人は逮捕され、男は懲役11年と3年の追放。男の妹で射殺された犯人と結婚していた女は懲役13年と5年の追放[11]。
- 1969年12月12日 　
  - 便名： エチオピア航空 便名不明
  - 機種： ボーイング707
  - 死者： 犯人2人
  - 状況： スペインのマドリード発の定期便が経由地のエチオピアのアスマラからアディスアベバに飛行中、爆発物を所有していたとされるエリトリア解放戦線のメンバー2人に乗っ取られた。犯人はアデン行きを要求したが、機内に搭乗していた航空保安官が犯人を取り押さえ、喉を切って殺害した。同機はギリシャのアテネに緊急着陸した。3ヵ月前の9月にもエチオピア航空機がハイジャックされたため、エチオピア航空の旅客機には保安官が搭乗していた[11]。
- 1969年8月29日
  - 便名： トランス・ワールド航空 840便
  - 機種： ボーイング 707-331B[12]
  - 死者： なし
  - 状況： ローマからアテネに向かっていたテルアビブ行きの国際線が、PFLPのテロリストにハイジャックされた。ハイジャック実行犯のライラ・カリドは、1970年にもハイジャックを起こしている。
  - 詳細： 「トランス・ワールド航空840便ハイジャック事件」を参照。
- 1969年10月31日
  - 便名： トランス・ワールド航空 85便[13]
  - 機種： ボーイング 707
  - 死者： なし
  - 状況： アメリカ西海岸上空で、海兵隊員にハイジャックされた。ピストルを突きつけ、まずコロラド州デンバーへ着陸。その後、大陸を横断してジョン・F・ケネディ国際空港へ向かった。ここでFBIが機内突入を試みるが、犯人の脅迫により中止。その後国際線の機長を要求し、大西洋を超えてローマへ飛行。犯人は着陸後にようやく逮捕されたが、総距離1万1095キロメートルを飛行し、ハイジャックの最長飛行記録となった。
- 1969年12月11日
  - 便名： 大韓航空 （機体記号：HL5208）[14]
  - 機種： 日本航空機製造 YS-11-125[14]
  - 死者： なし
  - 状況： 大韓航空機の国内線が江陵を離陸後ハイジャックされ、犯人が北朝鮮に向かうように要求。その後同国に着陸した。乗員乗客38名は韓国に送還されたが、11名と機体はそのまま抑留され、2019年現在に至るまで帰還していない[15]。
  - 詳細： 「大韓航空機YS-11ハイジャック事件」を参照。

## 1970年代
- 1970年3月17日　
  - 便名： イースタン航空 1320便
  - 機種： DC-9
  - 死者： 犯人1人（自殺）
  - 状況： 73人を乗せニューアークからボストンに向かっていたイースタン航空の双発ジェット機が、ローガン国際空港着陸進入時に当時27歳の男に乗っ取られた。副操縦士が犯人から拳銃を奪い取り発砲したが、機長と犯人、副操縦士の3人が負傷した。犯人は有罪判決を受け服役中の同年10月に自殺した[16]。
  - 詳細： 「イースタン航空シャトル1320便ハイジャック事件」を参照。
- 1970年3月31日 - 4月5日
  - 便名： 日本航空 351便
  - 機種： ボーイング 727-89[17]
  - 死者： なし
  - 状況： 羽田空港発板付空港行きの日航機「よど号」が共産主義者同盟赤軍派9人によってハイジャックされ、韓国の金浦国際空港経由で北朝鮮へ渡った、国内初のハイジャック事件。犯人グループは北朝鮮への亡命に成功し、また運輸政務次官山村新治郎が人質の身代わりになるなど、解決に際して非常に問題の多い事件であった。
  - 詳細： 「よど号ハイジャック事件」を参照。
- 1970年8月19日
  - 便名： 全日本空輸 175便
  - 機種： ボーイング ボーイング727
  - 死者： なし
  - 状況： 小牧空港発千歳空港行きの全日空機「アカシア便」が、モデルガンを持った男にハイジャックされた。犯人は航空自衛隊浜松基地に緊急着陸後逮捕された。ハイジャック防止法が初めて適用された事件である。
  - 詳細： 「全日空アカシア便ハイジャック事件」を参照。
- 1970年9月6日 - 9月12日
  - 便名： 1) エル・アル航空 219便[18]、2) トランス・ワールド航空 741便[19]、3) スイス航空 100便[20]、4) パンアメリカン航空 93便[21]、5) 英国海外航空 (BOAC) 775便[22]
  - 機種： 1) ボーイング 707-458[18]、2) ボーイング 707-331B[19]、3) ダグラス DC-8-53[20]、4) ボーイング 747-121[21]、5) ヴィッカース VC10-1151[22]
  - 死者： 犯人1人
  - 状況： 計4機の旅客機がPFLPのテロリストによって同時にハイジャックされ、収監されている同志の釈放を要求した。同乗していた私服警備員が銃撃戦の末犯人を射殺・拘束したエル・アル機と、機体の問題で着陸できなかったパンナム機以外の2機が、ヨルダンの砂漠にある空軍基地跡に強制着陸させられ、その後BOAC機もハイジャックされ、同地に着陸させられた。交渉の末すべての乗客が解放された後、示威行為のため3機の旅客機は爆破された。エル・アル機で拘束されたライラ・カリドは、1969年に発生したトランス・ワールド航空840便ハイジャック事件の実行犯でもあった。
  - 詳細： 「PFLP旅客機同時ハイジャック事件」を参照。
- 1970年10月15日　
  - 便名： アエロフロート航空 便名不明
  - 機種： An-24
  - 死者： 1人
  - 状況： 51人を乗せバトゥーミからソチに向かっていたアエロフロートのアントノフ旅客機が乗っ取られた。犯人は客室乗務員1人を射殺。3人が負傷した。同機はトルコのトラブゾンに着陸。トルコ政府は政治亡命を認めず、犯人はトルコで2年服役した後、米国に移送された [23]。
- 1971年1月23日
  - 便名： 大韓航空 便名不明（機体記号：HL5212）[24]
  - 機種： フォッカー F27 フレンドシップ 500[24]
  - 死者： 2人[24]。
  - 状況： 江陵からソウル金浦空港に向かっていた国内線がハイジャックされ、北朝鮮への飛行を強要された。それに対して韓国空軍機がスクランブル発進し、軍事境界線を越える直前に束草市の海岸に強制的に不時着させた。不時着ではけが人は発生しなかったが、ハイジャック犯人が手榴弾で自殺した際、巻き添えで副操縦士が死亡、22名が負傷し機体も大破した。
- 1971年6月11日　
  - 便名： トランス・ワールド航空 358便
  - 機種： ボーイング727
  - 死者： 1人
  - 状況： アルバカーキ発ニューヨーク行きのTWA機が経由地のシカゴ・オヘア国際空港で駐機中に当時23歳の男に乗っ取られた。犯人は客室乗務員1人を人質に取り、乗客全員を解放したが、忘れたコートを取りに戻った65歳の男性乗客を射殺。シカゴを離陸後、犯人は北ベトナム行きと身代金75000ドルを要求。オヘア空港で駐機中にコックピットの窓から進入していた保安官助手が離陸後に犯人を狙撃し逮捕。同機はニューヨークに着陸した。犯人は精神病院に収容されたが、1978年に首つり自殺した。米国で乗客に初の死者が出たハイジャック事件[23]。
- 1971年7月23日　
  - 便名： トランス・ワールド航空 335便
  - 機種： ボーイング727
  - 死者： 犯人1人
  - 状況： ニューヨーク発シカゴ行きのTWA機がピストルを持った男に乗っ取られた。犯人はイタリアのミラノ行きを要求したが、ボーイング727では大西洋を横断できないためラガーディア空港に着陸後、長距離飛行が可能なボーイング707が待機するジョン・F・ケネディ国際空港に車で移動した。犯人は客室乗務員1人を人質に乗り換えようとしたが、連邦捜査局の狙撃手に撃たれて30分後に死亡した。犯人以外に死傷者はいなかった[25]。
- 1971年11月24日
  - 便名： ノースウエスト・オリエント航空 305便[26]
  - 機種： ボーイング 727-51[26]
  - 死者： なし
  - 状況： ハイジャックでは珍しく身代金を要求。犯人は飛行中の旅客機の後部階段からパラシュートで脱出し以後消息不明、未解決事件となった。
  - 詳細： 「D.B.クーパー事件」を参照。
- 1972年4月7日
  - 便名： ユナイテッド航空 855便
  - 機種： ボーイング ボーイング727
  - 死者： なし
  - 状況： 4か月前のD.B.クーパー事件と同様の手口で身代金を略取し、飛行中の旅客機からパラシュートで脱出したが、2日後に逮捕された。
  - 詳細： 「リチャード・マッコイ」を参照。
- 1972年1月26日 - 1月27日
  - 便名： モホーク航空 452便
  - 機種： FH-27
  - 死者： 犯人1人
  - 状況： ニューヨーク州アルバニー発ニューヨーク行きの双発ターボプロップ航空機が当時45歳の男に乗っ取られた。爆弾を持っていると自称した男はニューヨーク州ホワイト・プレインズのウエストチャーチ空港に着陸後、乗客42人全員を解放。前年起きた身代金目的のハイジャック事件を模倣し、20万ドルと脱出用のパラシュート2個を要求した。犯人は人質の客室乗務員を連れて脱出するつもりだったのである。航空会社の副社長が人質の身代わりを申し出たが拒否された。身代金が用意され、離陸後同機はホワイト・プレインズ上空を旋回した。旅客機には機外脱出用のハッチが設けられていないため、脱出はサイドドアから行わなければならず困難を伴う。人質の女性が脱出を頑なに拒んだため、犯人はポーキープシ空港に同機を着陸させ、逃走用の自動車を要求。犯人が人質を連れて車に乗り込んだ直後、連邦捜査官が犯人を射殺した。人質の女性客室乗務員は無事だった[27]。
- 1972年5月8日 - 5月9日
  - 便名： サベナ航空 572便
  - 機種： ボーイング 707-329[28]
  - 死者： 乗客1人と犯人2人
  - 状況： ブリュッセルからテルアビブに向っていたサベナ航空機が黒い九月のメンバー4人にハイジャックされたものの、イスラエルの特殊部隊が制圧に成功した。
  - 詳細： 「サベナ航空572便ハイジャック事件」を参照。
- 1972年7月2日
  - 便名： パンアメリカン航空 841便
  - 機種： ボーイング 747
  - 死者： 犯人1人
  - 状況： サンフランシスコ発南ベトナム・サイゴン行きのパンナム機が経由地のフィリピン・マニラから153人を乗せて離陸してから45分後、ナイフを持ったベトナム人の男に乗っ取られた。犯人は機長に「爆弾を持っている」というメモを渡し、北ベトナムのハノイに向かうよう要求。メモは犯人の血液で書かれていた。機長は犯人の要求を無視してサイゴンのタン・ソン・ヌット空港に同機を着陸させた。機内で交渉中に犯人を取り押さえた機長は乗客の1人に犯人を撃つよう命じ、犯人の遺体は機外に放り出された。緊急脱出時に多くの乗客が負傷した。犯人を射殺した乗客は民間の警備員で、同機に搭乗する前に拳銃を乗員に預けていたが、ハイジャックされた後に乗員からひそかに拳銃を受け取っていた[29]。
- 1972年11月6日
  - 便名： 日本航空 351便
  - 機種： ボーイング 727
  - 死者： なし
  - 状況： 羽田発福岡行きの国内線がハイジャックされ、犯人にキューバへ向かうよう要求されたものの、機長が拒絶し羽田へと引き返した。逃亡用にDC-8型機を用意させ、それに移動した際に逮捕された。
  - 詳細： 「日本航空351便ハイジャック事件」を参照。
- 1972年12月8日
  - 便名： エチオピア航空 708便
  - 機種： ボーイング 720
  - 死者： 犯人7人
  - 状況： 94人を乗せたアディスアベバ発パリ行きのエチオピア機が経由地のアスマラに飛行中、女性2人を含むエリトリア解放戦線のメンバー7人に乗っ取られた。犯人は拳銃と手榴弾で武装していた。乗客乗員を人質に身代金を要求するのが目的だったとみられる。機内に搭乗していた航空保安官と銃撃戦になり、犯人が落とした手榴弾が爆発した。爆風でエンジン1基が損傷し同機は一時操縦不能に陥ったが、無事アディスアベバに着陸した。犯人は全員射殺され、9人が負傷した[30]
- 1973年5月18日
  - 便名： アエロフロート 109便
  - 機種： ツポレフ Tu-104B[31]
  - 死者： 乗員乗客82人全員[31]
  - 状況： 保安要員と中国への飛行を要求したハイジャック犯との銃撃戦が行われ、犯人が持っていた爆弾が高度3万フィートで炸裂しシベリア南部に墜落した[32]。
- 1973年7月20日
  - 便名： 日本航空 404便[33]
  - 機種： ボーイング 747-246B[33]
  - 死者： 犯人1人
  - 状況： 「被占領地の息子たち」と自称するPFLPと日本赤軍の混成部隊が、アムステルダム発羽田行きの日航機をハイジャックし、リビアのベンガジにあるベニナ空港に着陸。人質を解放後同機を爆破し、犯人はリビア政府の黙認の下、逃亡した。
  - 詳細： 「ドバイ日航機ハイジャック事件」を参照。
- 1974年5月10日 - 5月11日
  - 便名： アビアンカ航空 便名不明
  - 機種： ボーイング727
  - 死者： 犯人1人
  - 状況： ボゴタへ向かっていたコロンビア国内線が着陸寸前にピストルと爆弾を持っていると脅した3人組にハイジャックされた。犯人はキューバ行きを要求したが、ボゴタ着陸後に女性25人と子供を解放してから身代金800万ペソを要求。翌日、警官隊が突入し犯人1人を射殺、1人が負傷、1人を逮捕した。脱出時に乗客14人と客室乗務員1人が負傷した[34]。
- 1974年7月24日
  - 便名： アビアンカ航空 便名不明
  - 機種： ボーイング727
  - 死者： 犯人1人
  - 状況： ボゴタ発バランキージャ行きのアビアンカ航空機が経由地のペレイラで駐機中に拳銃を持った男に乗っ取られた。同機はサンティアゴ・デ・カリに着陸し、乗客2人が緊急脱出時に負傷した。犯人は乗員と幼児を連れた若い女性だけを人質にしていたが、警察官に射殺された。犯人は1969年にハイジャックでキューバ行きに成功していた[34]。
- 1974年9月15日
  - 便名： エア・ベトナム 706便[35]
  - 機種： ボーイング 727-121C[35]
  - 死者： 乗員乗客75人全員[35]
  - 状況： サイゴンへ向かう南ベトナムの国内線でハイジャックが発生。ハイジャック犯に北ベトナムのハノイへ行くことを要求されたが、ファンラン＝タップチャムにあるファンラン空軍基地への着陸中止直後に墜落した。
  - 詳細： 「エア・ベトナム706便ハイジャック事件」を参照。
- 1976年2月29日
  - 便名： ACESコロンビア航空 便名不明
  - 機種： ST-27
  - 死者： 犯人1人
  - 状況： コロンビア国内線の双発ターボプロップ旅客機を乗っ取った犯人がメデジン着陸後、警察に射殺された。犯人は身代金30万ドルを要求していたが、乗客15人は解放していた[36]。
- 1976年5月21日 - 5月23日
  - 便名： フィリピン航空 116便
  - 機種： BAC1-11-517FK
  - 死者： 乗客10人と犯人3人
  - 状況： 乗客乗員103人を乗せたマニラ行きのフィリピン航空の双発ジェット機がダバオを離陸後6人のハイジャック犯に乗っ取られた。犯人は身代金37万5000ドル、自動小銃、ライフルを要求。リビア行きのため長距離飛行可能なDC-8型機を用意することを要求した。交渉の結果、女性14人と子供が解放された。その後、乗客2人と客室乗務員1人を解放。しかし、犯人の親族が投降を促すため機内に食糧を差し入れて離れる際、乗客が一緒に脱出しようとして銃撃戦になり、23日午後0時半ごろフィリピン軍が突入。無差別銃撃で犯人3人を含む13人が死亡、22人が負傷した。機体は炎上し、生き残った犯人3人のうち1人は重体。3人は逮捕され死刑判決を受けた[36]。
- 1976年6月27日 - 7月3日
  - 便名： エールフランス 139便[37]
  - 機種： エアバス A300B4-203[37]
  - 死者： 乗客3人と犯人6人
  - 状況： テルアビブからパリに向かったエールフランス機がPFLPと革命細胞の混成グループにハイジャックされ、リビアのベンガジを経由してウガンダのエンテベ国際空港に着陸。ここでユダヤ人以外の人質が釈放された。同国の独裁者であるイディ・アミン大統領はPFLPを支持し、人質103名を空港の旧ターミナル内に押し込めた。7月3日深夜、イスラエルの特殊部隊は人質を救出すべく救出作戦を決行。人質3名と強襲部隊指揮官のネタニヤフ中佐（後のイスラエル首相ベンヤミン・ネタニヤフの兄）が死亡したものの、そのほとんどを助け出した。この電撃作戦は3社で映画化され[注 1] 世界中で物議を醸した。
  - 詳細： 「エンテベ空港奇襲作戦」を参照。
- 1976年8月23日
  - 便名： エジプト航空 321便
  - 機種： ボーイング 737-266[38]
  - 死者： なし
  - 状況： エジプト航空の国内線が乗っ取られ、リビアのベンガジへ行くよう要求されたが、燃料不足のためルクソールに留まった。エジプト政府は強硬策を取り、整備員に扮した特殊部隊が鎮圧した。
  - 詳細： 「エジプト航空321便ハイジャック事件」を参照。
- 1977年3月17日
  - 便名： 全日本空輸 724便
  - 機種： ボーイング 727-281[39]
  - 死者： なし
  - 状況： 千歳空港発仙台空港行きの便で、犯人が客室乗務員にコックピットのドアを開けるよう要求したが、乗客4人に取り押さえられた。なお、同日に同じ行き先で同じ航空会社に対するハイジャック事件が発生しているが、関連性はない。
  - 詳細： 「全日空724便ハイジャック事件」を参照。
- 1977年3月17日
  - 便名： 全日本空輸 817便
  - 機種： ボーイング 727-281[40]
  - 死者： 犯人1人
  - 状況： 羽田空港発仙台空港行きで、犯人が客室乗務員に東京と仙台間を飛び続けるよう要求、さらに持っていた拳銃を暴発させた。このため当該機は羽田空港に緊急着陸し、捜査員が機内に突入したが、犯人はトイレで自殺していた。
  - 詳細： 「全日空817便ハイジャック事件」を参照。
- 1977年9月28日 - 10月3日
  - 便名： 日本航空 472便[41]
  - 機種： マクドネル・ダグラス DC-8-62[41]
  - 死者： なし
  - 状況： 南回り欧州航路として運航されていたパリ発羽田行きの便が、経由地サンタクルズ国際空港を離陸直後に武装した日本赤軍のメンバー5人にハイジャックされた。当該機はバングラデシュのダッカ国際空港に強行着陸し、ハイジャック犯は身代金と拘留・服役中の9人の釈放を求め、日本政府は超法規的措置として6人を釈放した。最終的にアルジェリアのダル・エル・ペイダ空港で残った人質と乗員が解放された。
  - 詳細： 「ダッカ日航機ハイジャック事件」を参照。
- 1977年10月13日 - 10月17日
  - 便名： ルフトハンザドイツ航空 181便[42]
  - 機種： ボーイング 737-230C[42]
  - 死者： 乗員1人と犯人3人
  - 状況： スペイン領マリョルカ島パルマ・デ・マリョルカ発フランクフルト・アム・マイン行きのルフトハンザ航空機が、ドイツ赤軍 (RAF) とパレスチナ解放人民戦線 (PFLP) の混成グループにハイジャックされ、中東の空港を転々とした後、ソマリアのモガディシオに着陸させられた。10月17日、ミュンヘンオリンピック事件をきっかけに設立された西ドイツの対テロ特殊部隊である第9国境警備群が急襲し人質全員を解放した。
  - 詳細： 「ルフトハンザ航空181便ハイジャック事件」を参照。
- 1977年12月4日
  - 便名： マレーシア航空 653便
  - 機種： ボーイング 737-2H6
  - 死者： 乗員乗客100人全員
  - 状況： ペナンからクアラルンプールに向かっていた国内線がハイジャックされたが、ハイジャック犯がパイロットを射殺したため墜落した。
  - 詳細：「マレーシア航空システム653便ハイジャック墜落事件」を参照。

## 1980年代
- 1980年10月13日
  - 便名： トルコ航空 890便
  - 機種： ボーイング727-200
  - 死者： 乗客1人
  - 状況： 乗客乗員148人を乗せイスタンブールからアンカラに向かっていたトルコ国内線が乗っ取られ、着陸後にトルコ軍が突入。犯人4人を含む12人が負傷、乗客1人が死亡した[43]。
- 1981年3月2日 - 3月14日
  - 便名： パキスタン国際航空 326便
  - 機種： ボーイング707
  - 死者： なし
  - 状況： 乗客乗員159人を乗せカラチからペシャワールに向かっていたパキスタン航空機がハイジャックされ、アフガニスタンのカブールに着陸。犯人はパキスタン政府に政治犯の釈放を要求。乗客1人に重傷を負わせた。12日間に及ぶ交渉の末、パキスタン政府が要求を受け入れた。犯人はシリアのダマスカスで人質を解放した[43]。
- 1981年3月28日 - 3月31日
  - 便名： ガルーダ・インドネシア航空 206便
  - 機種： マクドネル・ダグラス DC-9-32[44]
  - 死者： 犯人5人、特殊部隊1人、パイロット1人[44]
  - 状況： パレンバンからメダンに向かっていたガルーダ・インドネシア航空の国内線が、イスラム過激派5人組にハイジャックされ、タイのバンコクで膠着状態となった。事件発生から約65時間後の3月31日未明、インドネシア軍の特殊部隊が突入し解決した。
  - 詳細： 「ガルーダ航空206便ハイジャック事件」を参照。
- 1982年7月25日[45]
  - 便名： 中国民航
  - 機種： イリューシン Il-18[45]
  - 死者： なし
  - 状況： 中国民航の西安発上海行きが5人組にハイジャックされ、機内で爆弾を爆発、負傷者を出したものの無事に上海虹橋国際空港へ着陸した。犯行グループは逮捕され翌月全員が死刑となった。公表されているものとしては中国で最初のハイジャック事件である。
- 1983年5月5日
  - 便名： 中国民航（機体記号：B-296）[46]
  - 機種： ホーカー・シドレー HS-121 トライデント 2E[46]
  - 死者： なし
  - 状況： 瀋陽発上海行きの中国民航の国内線が6名の武装グループにハイジャックされ、領空侵犯した韓国で在韓米軍機の誘導により春川の在韓米軍基地に緊急着陸した。その後犯人はアメリカへの亡命を求め投降、逮捕された。当時外交関係がなかった中、韓両国が事後処理で朝鮮戦争後初の直接交渉を行い、最終的にソウル地方裁判所で懲役2年から6年の実刑判決となったが、犯人らは当時国交のあった台湾へ亡命した。なお犯行グループは台湾で「反共義士」として報奨金を受け取ったが、首謀者は後に誘拐殺人事件を引き起こし、2001年に死刑になった。
  - 詳細： 「中国民航機韓国着陸事件」を参照。
- 1983年11月18日
  - 便名： アエロフロート航空6833便
  - 機種： Tu-134
  - 死者： 犯人3人、乗員乗客4人
  - 状況： レニングラード行きのアエロフロート機が経由地のグルジアのトビリシからバトゥーミに飛行中、女性3人を含む7人に乗っ取られた。犯人はトルコのイスタンブール行きを要求。犯人との格闘で航空機関士1人、客室乗務員1人、乗客2人が死亡。犯人も2人が射殺され、1人が自殺した。逮捕された4人は後に処刑された。アエロフロートのラウンジ係が機内に武器を持ち込むのを援助した罪で起訴された[47]。
  - 詳細： 「アエロフロート6833便ハイジャック事件」を参照。
- 1984年12月4日 - 12月9日
  - 便名： クウェート航空 221便
  - 機種： エアバス A300C4-620[48]
  - 死者： 乗客2人
  - 状況： パキスタンのカラチに向かっていたクウェート航空機が4人組に乗っ取られ、イランの首都テヘランにあるメヘラーバード国際空港に緊急着陸した。事態はそのまま膠着し、発生から5日後の12月9日深夜、イランの革命防衛隊の突入により事件は解決した。
  - 詳細： 「クウェート航空221便ハイジャック事件」を参照。
- 1985年6月14日 - 6月30日
  - 便名： トランス・ワールド航空 (TWA) 847便[49]
  - 機種： ボーイング 727-231[49]
  - 死者： 乗客1人
  - 状況： アテネからローマへ向かったTWA機が地中海上空を飛行中、イスラム過激派を名乗る2人組にハイジャックされた。事件は17日間に及び、TWA機はレバノンとアルジェリアの間を数度往復した。事件でアメリカ人乗客1名が射殺されたため、アメリカ政府はこの事件の報復として、リビアの指導者であるムアンマル・アル＝カッザーフィーの自宅を爆撃、娘を含む親類や側近数名を殺害した。
  - 詳細： 「トランス・ワールド航空847便テロ事件」を参照。
- 1985年11月23日 - 11月24日
  - 便名： エジプト航空 648便[50]
  - 機種： ボーイング 737-266[50]
  - 死者： 乗員乗客58人と犯人2人
  - 状況： アテネ発カイロ行きのエジプト航空機の国際線が国際テロ組織「アブ・ニダル」にハイジャックされ、リビアに向かうよう要求された。事件発生当初、同乗していたスカイマーシャルが応戦したものの、射殺された。ハイジャックの目的は、中東問題に対するエジプト政府の姿勢に抗議するためであったが、燃料が不足していたためハイジャック機はマルタに緊急着陸した。着陸後主犯格のオマル・レザック（英語版）は乗客3人を射殺した。事件発生から25時間後にエジプトの特殊部隊が強行突入し、犯人との銃撃戦の末機体を奪還したが、その際乗客に多数の死亡者が発生した。犯人3人のうち2人は死亡、主犯格のレザックは重傷で発見された。彼はマルタでの裁判で懲役25年の判決を言い渡されたが、服役7年後に恩赦が行われ釈放された。しかしFBIはICPOの協力を得、レザックをナイジェリアで拘束した。現在、彼はアメリカ国内で終身刑に服している。
  - 詳細： 「エジプト航空648便ハイジャック事件」を参照。
- 1986年9月5日
  - 便名： パンアメリカン航空 73便[51]
  - 機種： ボーイング 747-121[51]
  - 死者： 少なくとも乗員乗客21人[52]。
  - 状況： パキスタンのカラチにあるジンナー国際空港に駐機中だったパンアメリカン航空73便が、国際テロ組織「アブ・ニダル」にハイジャックされた。操縦室にいた乗務員は脱出に成功したため、客室乗務員と乗客を乗せたまま同国政府と犯人との交渉が行われた。代わりの乗務員の到着を待っていた22時ごろ、補助電源装置が停止して機内が真っ暗になったのを突入の合図と誤認したハイジャック犯が、人質に手榴弾を投げつけ、無差別銃撃を行い、結果として21人以上の乗員乗客が死亡した[52]。
  - 詳細： 「パンアメリカン航空73便ハイジャック事件」を参照。
- 1986年12月25日
  - 便名： イラク航空 163便
  - 機種： ボーイング737
  - 死者： 乗客乗員71人
  - 状況： 乗員15人と乗客91人を乗せたバグダッド発アンマン行きのイラク航空機が巡航高度28000フィート（8500ｍ）でサウジアラビア領空を飛行中、手榴弾を持った男に乗っ取られた。犯人と航空保安官が銃撃戦になり、飛行高度約15000フィート（5000ｍ）で少なくとも2発の手榴弾が爆発した。同機はバグダッド南西約250マイル（400㎞）のサウジアラビアのアラーに着陸しようとしたが、現地時間午後12時半ごろ滑走路から0.5マイル（0.8㎞）の砂漠に墜落炎上した。銃撃戦、爆発、墜落による死者の総数は63人。生存者も全員負傷し、多くが重傷だった。この事件では4つのグループが犯行声明を出したが、特定できなかった[53]。
  - 詳細： 「イラク航空163便ハイジャック事件」を参照。
- 1987年7月24日
  - 便名：エール・アフリック56便
  - 機種： マクドネル・ダグラス ダグラス DC-10-30
  - 死者： 乗客1人
  - 状況： トランス・ワールド航空847便テロ事件で西ドイツに拘束されているレバノン人の釈放を目的に、163人を乗せローマからパリに向かっていたコンゴ共和国のブラザビル発のエール・アフリック機が男1人に乗っ取られスイスのジュネーブに着陸。犯人が男性乗客1人を射殺したため警察が突入し、犯人を取り押さえた。機外脱出時に約30人が負傷した。犯人は終身刑の判決を受けた[54]。
- 1987年12月7日
  - 便名： パシフィック・サウスウエスト航空 (PSA) 1771便[55]
  - 機種： BAe 146-200[55]
  - 死者： 乗員乗客43人全員[55]。
  - 状況： PSAの親会社であるUSエアウェイズに不満を持つ元従業員が、乗員などに発砲の上、機体を急降下させたため墜落した。音速を超える速度で地面に激突したため、機体や遺体は破片となって四散した。
  - 詳細： 「パシフィック・サウスウエスト航空1771便墜落事故」を参照。
- 1988年3月8日
  - 便名：アエロフロート航空3739便
  - 機種：Tu-154
  - 死者：犯人ら9人
  - 状況：77人を乗せイルクーツクからレニングラードに向かったアエロフロート機が11人のハイジャック犯に乗っ取られた。ロンドン行きを要求したが、燃料補給のため着陸した軍事基地でソ連軍が突入。犯人の家族5人と客室乗務員1人を含む9人が死亡、35人が負傷した。機体は炎上し、生き残った犯人は実刑判決を受けた[56]。
- 1988年4月5日 - 4月20日
  - 便名：クウェート航空422便
  - 機種：ボーイング747
  - 死者：乗客2人
  - 状況：112人を乗せタイのバンコクからクウェートに向かっていたジャンボジェットが8人に乗っ取られ、イランのマシュハドに着陸。そこで別のテロリストが加わり武器を積み込んだ。その後、レバノンのベイルートに向かうも着陸を拒否され、キプロスのラルナカに着陸。犯人はクウェート人乗客2人を殺害し燃料補給を要求。アルジェリアのアルジェに向かい、5年前の爆弾事件でクウェート当局に拘束されているテロリストの釈放を要求。交渉は15日間に及び、クウェート政府が死刑囚の減刑を決定したため人質全員を解放した[57]。

- 1988年9月28日
  - 便名：VASP航空375便
  - 機種：ボーイング737
  - 死者：乗員1名（副操縦士）
  - 状況：事件当日のVASP航空375便はポルト・ヴェーリョからリオ・デ・ジャネイロまで途中、ブラジリア、ゴイアニア、ベロ・オリゾンテを経由するフライトプランで運行されており、ハイジャック事件が起きたのは最終のベロ・オリゾンテ - リオ・デ・ジャネイロ間のフライト時であり、この時には乗員7人乗客98人（ハイジャック犯含む）の計105人が搭乗していた。ハイジャック犯はブラジリアにあるプラナルト宮殿に375便を突っ込ませて破壊しようとし、ハイジャックする過程で副操縦士を含む乗員3人を銃撃した。副操縦士は即死し、機長は犯人の要求通りに機体をブラジリアに向けたが、乗機である737をアクロバット飛行させて犯人に抵抗した。最終的に375便はゴイアニアに緊急着陸した。緊急着陸後、ハイジャック犯は機長を人質に機外へ出てきたところを警官に撃たれて逮捕された。犯人はその3日後に死亡した。
  - 詳細： 「ブラジルVASP航空375便ハイジャック事件」を参照。

- 1989年12月16日
  - 便名： 中国国際航空[58] 981便[59]
  - 機種： ボーイング 747-2J6BM[58]
  - 死者： なし
  - 状況： 北京発上海・サンフランシスコ経由ニューヨーク行きの中国国際航空機が、上海に向かう途中にハイジャックされ福岡空港に着陸した。犯人は客室乗務員に非常口から滑走路上に突き落とされたため逮捕、解決した。犯人は政治犯を主張したが、中国に引き渡され刑事犯として懲役8年が確定した。
  - 詳細： 「中国民航機ハイジャック事件」を参照。

## 1990年代
- 1990年1月25日
  - 便名：イラン航空 133便
  - 機種：ボーイング727
  - 死者： 犯人4人
  - 状況： イランのシーラーズからバンダルアッバースに向かっていたイラン国内線がピストルと手榴弾で武装した4人組に乗っ取られた。機内で航空保安官と銃撃戦になり、犯人全員が射殺された[60]。
- 1990年10月2日
  - 便名： 1) 厦門航空 8301便[61]、2) 中国南方航空（機体記号：B-2812）[62]、3) 中国西南航空 2402便（機体記号：B-2402）[63]
  - 機種： 1) ボーイング 737-247[61]、2) ボーイング 757-21B[62]、3) ボーイング 707-3J6B[63]
  - 死者： 3機の乗員乗客225人中128人[61][62][63]。
  - 状況： ハイジャックされた廈門航空の旅客機が燃料不足のため広州白雲国際空港（旧空港）に緊急着陸しようとしたが、その際犯人ともみ合いになったため着陸に失敗。離陸待ちだった中国南方航空機と駐機中の中国西南航空機に相次いで衝突した後、横転して炎上した。廈門航空機で82人（犯人含む）、中国南方航空機で46人が死亡した。
  - 詳細： 「1990年広州白雲空港衝突事故」を参照。
- 1991年3月26日 - 3月27日
  - 便名： シンガポール航空 117便
  - 機種： エアバス A310-324
  - 死者： 犯人4人
  - 状況： マレーシアのスバン空港発シンガポールのチャンギ空港行きの国際線で、パキスタン人民党のメンバーと主張する4人組にハイジャックされた。ハイジャック犯はシドニー行きを命じたが、燃料が足りないためチャンギ空港に着陸し交渉が行われた。翌朝、シンガポール軍の特殊部隊が機内に突入し、犯人全員を射殺した。
  - 詳細： 「シンガポール航空117便ハイジャック事件」を参照。
- 1993年2月11日
  - 便名： ルフトハンザドイツ航空 592便
  - 機種： エアバス A310-304
  - 死者： なし
  - 状況： フランクフルト発カイロ経由のアディスアベバ行きの国際線で、エチオピア人の男がアメリカ合衆国への亡命を求めて行き先をニューヨークへ変更させた。ハノーファーでの給油を経てニューヨークに着陸後、犯人は投降した。
  - 詳細：「ルフトハンザドイツ航空592便ハイジャック事件」を参照。
- 1993年4月24日 - 4月25日
  - 便名： インディアン航空 427便
  - 機種： ボーイング737
  - 死者： 犯人1人
  - 状況： ニューデリー発スリナガル行きのインディアン航空機がハイジャックされ、犯人はパキスタンのラホール行きを要求したが着陸を許可されず、緊急着陸したアムリットサルで事件発生翌日未明に機内に突入した特殊部隊に射殺された。乗客乗員は全員無事だった[64]。
- 1994年4月7日
  - 便名： フェデックス・エクスプレス 705便
  - 機種： マクドネル・ダグラス DC-10-30F[65]
  - 死者： なし
  - 状況： フェデックス・エクスプレスの航空機関士であった犯人は、便乗した貨物機をハイジャックしようとしたが、反撃され未遂に終わった。
  - 詳細： 「フェデックス705便ハイジャック未遂事件」を参照。
- 1994年6月7日[66]
  - 便名： 中国南方航空[66]
  - 機種： ボーイング ボーイング737[66]
  - 死者： なし
  - 状況： 中華人民共和国の福州発広州行きの中国南方航空機がハイジャックされ、その後同機は犯人の指示通りに台北に着陸、犯人は投降し公安当局に拘束された。亡命が目的と思われる。
- 1994年12月24日 - 12月26日
  - 便名： エールフランス 8969便[67]
  - 機種： エアバス A300B2-1C[67]
  - 死者： 乗客3人と犯人4人[67]
  - 状況： アルジェリアのアルジェにあるウアリ・ブーメディアン空港で、フランスのパリ＝オルリー空港行きのエールフランス機が、離陸準備中に4人組の武装イスラム集団にハイジャックされた。アルジェの空港で膠着状態が続き、26日未明にマルセイユ・プロヴァンス空港へ移動した後、GIGNが人質を救出した。
  - 詳細： 「エールフランス8969便ハイジャック事件」を参照。
- 1995年6月21日
  - 便名： 全日本空輸 857便[68]
  - 機種： ボーイング 747SR-81[68]
  - 死者： なし
  - 状況： 羽田空港発函館空港行きの全日空機が、精神疾患で休職中の銀行員によりハイジャックされる。警視庁の特殊部隊「SAP」（現在のSAT）の支援もあり、翌日北海道警察機動隊が突入し人質全員が解放された。
  - 詳細： 「全日空857便ハイジャック事件」を参照。
- 1996年11月23日
  - 便名： エチオピア航空 961便[69]
  - 機種： ボーイング 767-260ER[69]
  - 死者： 乗員乗客122人と犯人3人
  - 状況： エチオピアのアディスアベバ発コートジボワールのアビジャン行きのエチオピア航空機がハイジャックされた。犯人グループは到達不可能なオーストラリア行きを要求したため、途中のコモロで燃料切れにより墜落、乗員乗客125名が死亡した。犯人グループや犯人との交渉役も死亡したため、何故そのような無理な要求をしたかは謎となった。
  - 詳細： 「エチオピア航空961便ハイジャック墜落事件」を参照。
- 1997年3月10日
  - 便名： 遠東航空 128便[70]
  - 機種： ボーイング 757-2Q8[70]
  - 死者： なし
  - 状況： 中華民国（台湾）の国内線でハイジャックが発生、犯人の要求に応じて中華人民共和国の廈門高崎国際空港へと向かった。中国当局はハイジャック犯以外の即時帰還を認め、犯人以外は当日中に台北へ到着した。
  - 詳細： 「遠東航空128便ハイジャック事件」を参照。
- 1999年7月23日
  - 便名： 全日本空輸 61便[71]
  - 機種： ボーイング 747-481D[71]
  - 死者： 乗員1人
  - 状況： 航空機と運航システムに異常な興味を示した犯人が客室乗務員を脅し操縦席に乱入、機長を刺殺して操縦桿を握り、機体を急降下させた。副操縦士らがコックピットに突入し犯人を取り押さえ、機体のコントロールを奪還した。日本で初めて死者が発生したハイジャック事件となった。
  - 詳細： 「全日空61便ハイジャック事件」を参照。
- 1999年12月24日 - 12月31日
  - 便名： インディアン航空 814便[72]
  - 機種： エアバス A300B2-101[72]
  - 死者： 乗客1人
  - 状況： ネパールのカトマンズからインドのニューデリーへ向かったインディアン航空機が、イスラム過激派5人組にハイジャックされた。アフガニスタンのカンダハールに到着後はインド政府との交渉が行われ、同政府がイスラム過激派3人の釈放に応じたことで、12月31日に人質全員が解放された。
  - 詳細： 「インディアン航空814便ハイジャック事件」を参照。

## 2000年代
- 2000年12月29日
  - 便名： ブリティッシュ・エアウェイズ 2069便
  - 機種： ボーイング 747-436
  - 死者： なし
  - 詳細： 「ブリティッシュ・エアウェイズ2069便ハイジャック未遂事件」を参照。
  - 状況： スーダン上空を飛行中に、精神病を患っていたケニア人の男にコックピットを襲撃され、機体が急降下した。犯人との揉み合いの末、なんとか機体の制御を取り戻し、機体は無事にナイロビのジョモ・ケニヤッタ国際空港に着陸した。このハイジャック未遂事件により、5人の怪我人が出た。
- 2001年3月15日 - 3月16日
  - 便名：ヴヌーコヴォ航空
  - 機種：Tu-154[73]
  - 死者：3人
  - 状況：トルコのイスタンブール発ロシアのモスクワ行きのヴヌーコヴォ航空のツポレフ154機（乗客162人、乗員12人）が離陸直後にナイフなどで武装した3人組にハイジャックされ、サウジアラビアのメディナに着陸。ハイジャック時に犯人と乗務員が激しく争い、機体は400メートル急降下した。メディナ到着後、乗客ら40人以上が解放された。サウジ当局が犯人側と交渉を進めた。ロシア外務省によると98人のロシア人と59人のトルコ人が搭乗していた。給油と引き替えに数人の人質を解放したが、20人以上が機体後部から自力で脱出。16日に交渉が決裂。サウジ政府はロシア政府の許可を得て救急車6台、消防車5台を配置し機内に突入。銃撃戦で犯人1人、トルコ人乗客1人、客室乗務員1人が死亡。犯人2人が逮捕され100人以上の乗客乗員が解放された。犯人はロシア軍によるチェチェン共和国での軍事行動の停止を要求していた。ロシアのウラジーミル・プーチン大統領は機長に犯人のアフガニスタン、パキスタン行きに同意しないよう指示。またサウジ政府の突入作戦を了承した[74]。

- 2001年9月11日

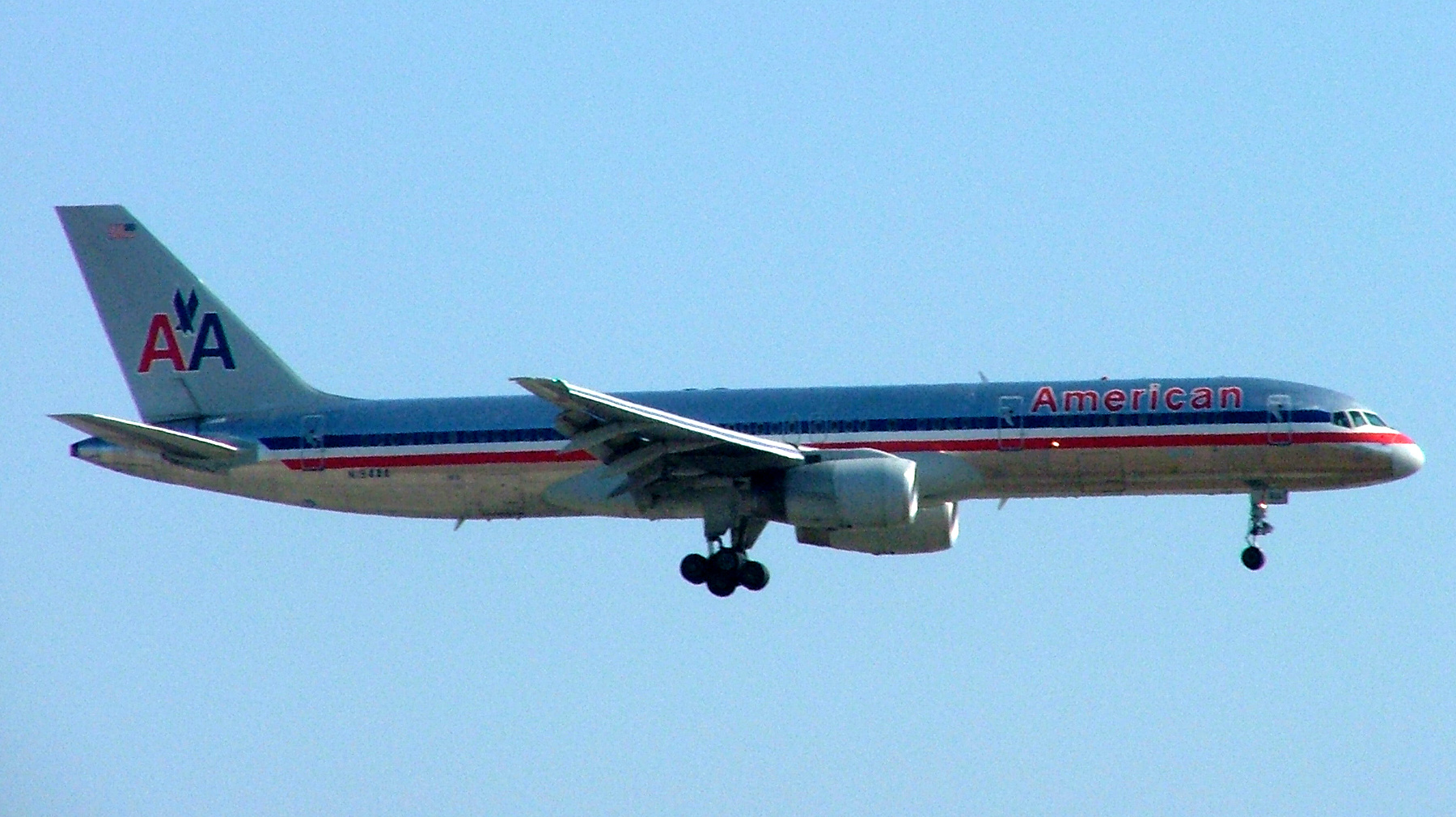
アメリカン航空のボーイング757

  - 便名： 1) アメリカン航空 11便、2) ユナイテッド航空 175便、3) アメリカン航空 77便、4) ユナイテッド航空 93便
  - 機種： 1) ボーイング 767-223ER[75]、2) ボーイング 767-222[76]、3) ボーイング 757-223[77]、4) ボーイング 757-222[78]
  - 死者： 4機の乗員乗客265人全員と地上の約2700人[75][76][77][78][注 2]。
  - 状況： アルカーイダに所属する複数のテロリストによってハイジャックされた航空機4機がニューヨークのワールドトレードセンター、ワシントンの国防総省（ペンタゴン）、ペンシルベニア州シャンクスヴィル近郊に次々と激突、墜落した。ビルの火災や崩壊などにより死者・行方不明者が約3000人となる、航空機に関連した惨事としては史上最悪のものとなった。
  - 詳細： 「アメリカ同時多発テロ事件」、および「アメリカン航空11便テロ事件」、「ユナイテッド航空175便テロ事件」、「アメリカン航空77便テロ事件」、「ユナイテッド航空93便テロ事件」を参照。
- 2005年9月12日
  - 便名： アイレス航空（英語版） （機体記号：HK-4030X）[79]
  - 機種： デ・ハビランド・カナダ DHC-8-301[79]
  - 死者： なし
  - 状況： コロンビアのフロレンシア発ボゴタ行きのアイレス航空機が親子にハイジャックされ、空軍基地に緊急着陸した。乗客によると、犯人は車椅子に乗った男とその息子で手榴弾を持っていると主張。要求は14年前に警察の家宅捜索で父親が負傷し障害を負ったことへの損害賠償だった。乗客と乗員25人は全員無事解放された[80]。
- 2009年4月19日[81]
  - 便名： キャンジェット航空 918便[81]
  - 機種： ボーイング 737-8AS[81]
  - 死者： なし
  - 状況： ジャマイカのモンテゴ・ベイで駐機中のキャンジェット機に武装した男が立てこもったが、ジャマイカ国防軍によって逮捕された。
- 2009年9月9日
  - 便名： アエロメヒコ航空 576便[82]
  - 機種： ボーイング 737-852[82]
  - 死者： なし
  - 状況： メキシコの国内線でボリビア人によるハイジャックが発生した。メキシコ・シティ国際空港着陸後、犯人はフェリペ・カルデロンメキシコ大統領との対話を要求したが、メキシコ連邦警察の突入により身柄を拘束された。
  - 詳細： 「アエロメヒコ航空576便ハイジャック事件」を参照。

## 2010年代
- 2014年2月17日
  - 便名： エチオピア航空 702便
  - 機種： ボーイング 767-3BGER[83]
  - 死者： なし
  - 状況： エチオピアからイタリアへ向かっていたエチオピア航空機で、機長が席を外したときにエチオピア人の副操縦士がコックピットのドアをロックし、副操縦士のみの操縦でスイスへと向かった。ジュネーヴ空港着陸後、副操縦士は警察に投降した。亡命目的のハイジャックだった。
  - 詳細： 「エチオピア航空702便ハイジャック事件」を参照。
- 2016年3月29日[84]
  - 便名： エジプト航空 181便[84]
  - 機種： エアバス A320-232[84]
  - 死者： なし
  - 状況： アレクサンドリア発カイロ行きのエジプト航空の国内線がエジプト人の男にハイジャックされ、キプロスのラルナカ国際空港に着陸した。犯人は元妻との面会を要求したが逮捕され、乗員乗客は全員解放された。
  - 詳細： 「エジプト航空181便ハイジャック事件」を参照。

- 2016年12月23日
  - 便名： アフリキヤ航空 209便
  - 機種： エアバス A320-214
  - 死者： なし
  - 状況： セブハ発トリポリ行きのアフリキヤ航空機が「親カダフィ派」の2人にハイジャックされ、マルタのマルタ国際空港に着陸した。犯人は交渉によって搭乗者全員を解放した後に降伏した。
  - 詳細： 「アフリキヤ航空209便ハイジャック事件」を参照。